# Vaio
Vaio è un termine utilizzato in araldica per indicare la pelliccia araldica di quattro file di pezze accampanate ed alternate di argento e di azzurro. Il vaio conta tanto metallo quanto colore. I francesi hanno un nome speciale (beffroy e beffroi) per il vaio di meno di tre file; basta indicarlo. Quando il vaio ha smalti diversi, occorre dirlo.

## Galleria d'immagini

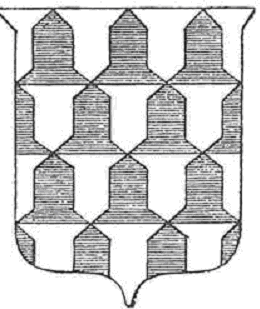
Vaio
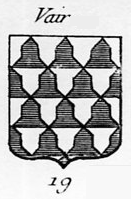
Di vaio
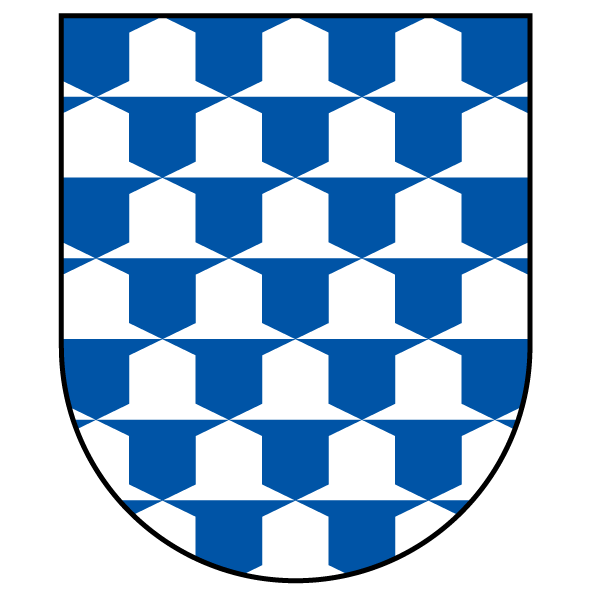
Vaio minuto rovesciato
Campanella di vaio
Aquila di vaio
Croce di vaio
Di rosso, a tre pali di vaio, al capo d'oro
Trinciato di vaio e d'argento (Sonchamp, Francia)
Pila di vaio in capo nello stemma di Belfast

## Descrizione

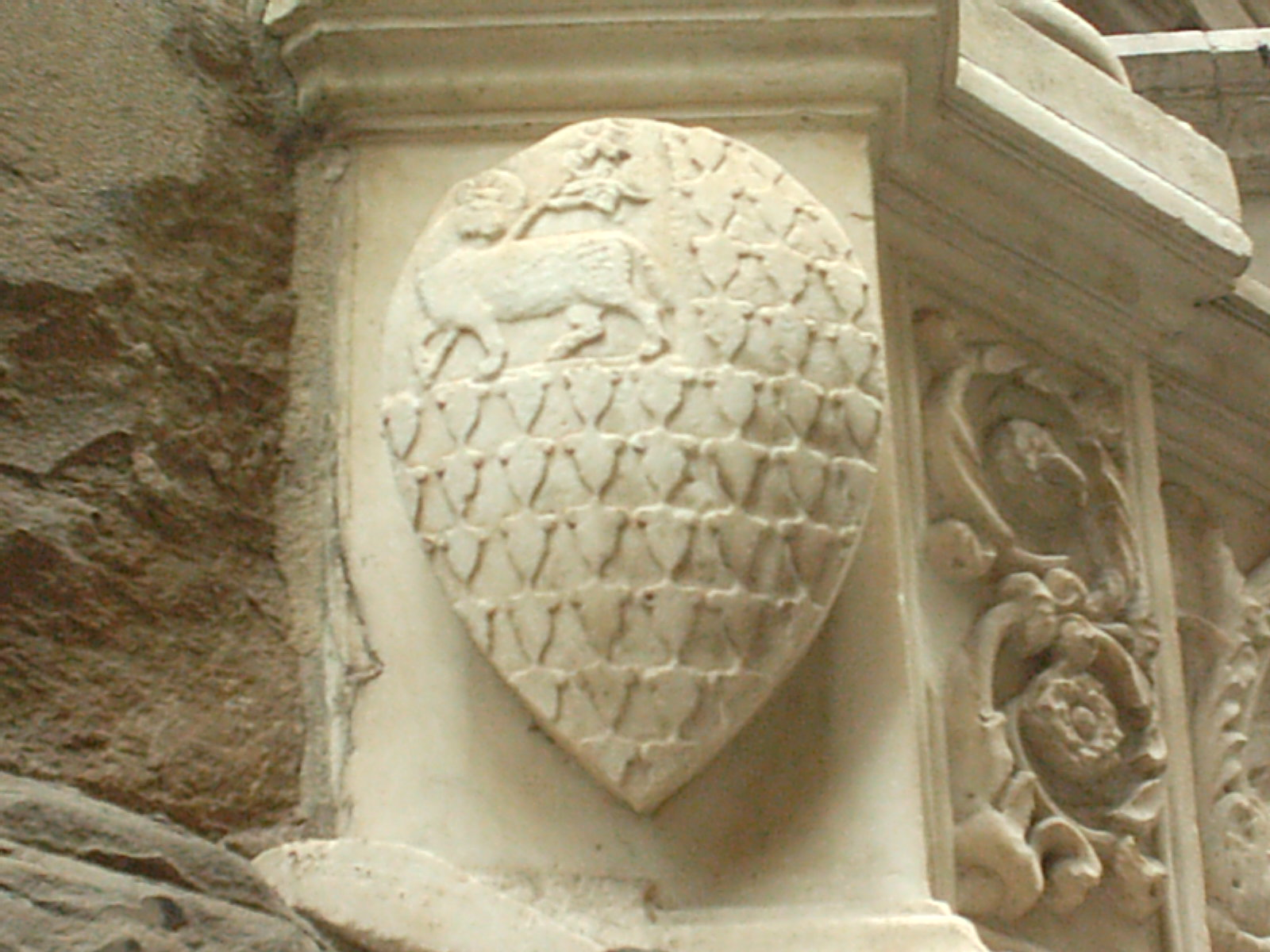
Lo stemma dell'Arte dei Vaiai e Pellicciai a Firenze mostra la struttura del vaio costituito da piccole pelli disposte una a fianco all'altra

Termine araldico, il vaio è una pelliccia costituita da una alternanza di campanelle clochettes d'argento e d'azzurro, disposte in allineamenti chiamati file (vedi disegno 1). Nella proporzione normale, lo scudo è ricoperto da 4 file. Il vaio riproduce la pelliccia dello scoiattolo petit-gris (Sciurus vulgaris varius) della Russia dal ventre bianco ed il dorso grigio-azzurro.
Ne esistono innumerevoli varianti:

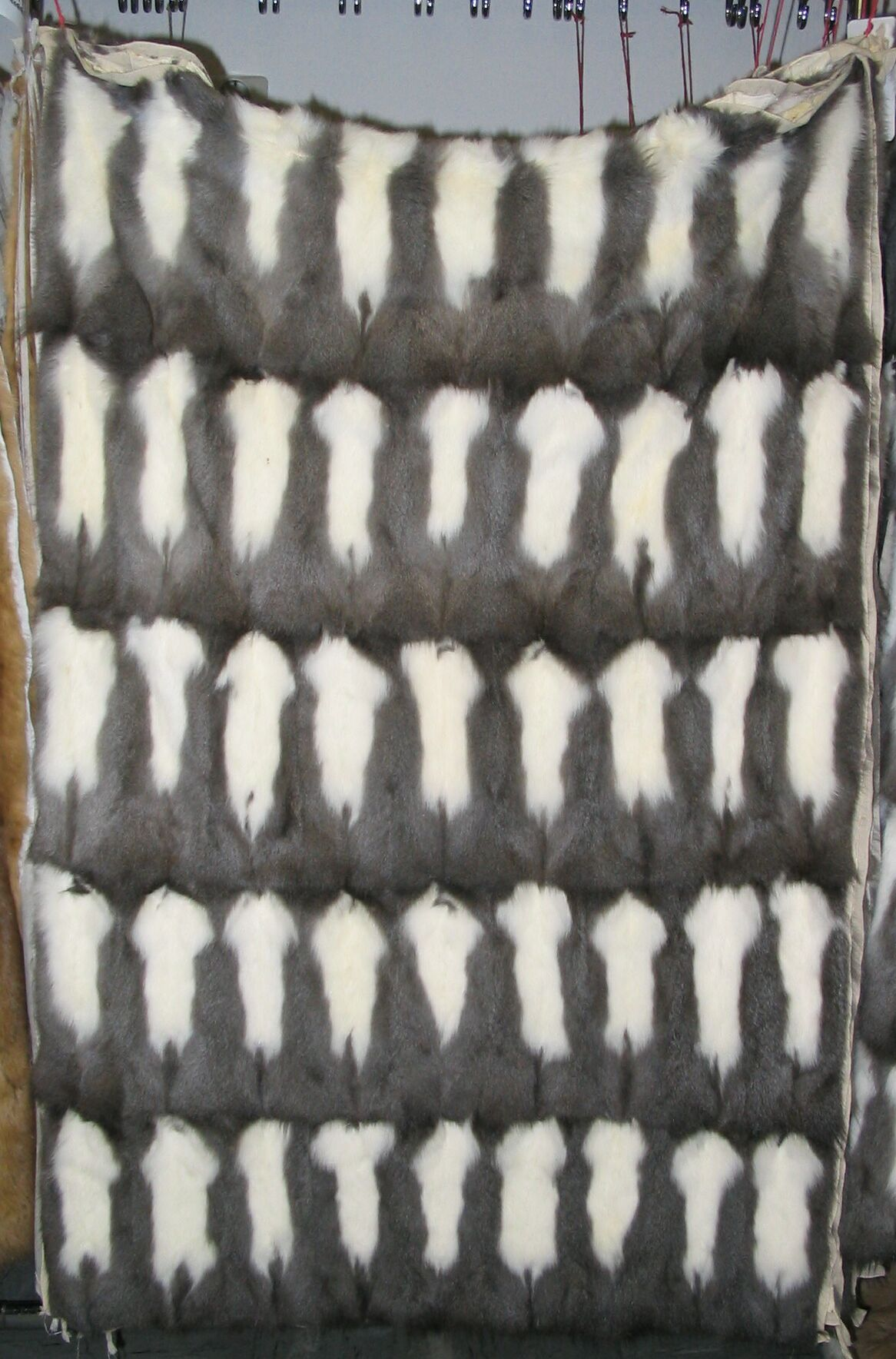
Pelliccia di vaio

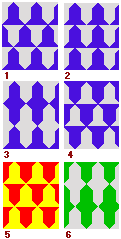
Rappresentazione del vaio araldico e sue varianti

- il vaio in palo: le campanelle sono le une sotto le altre. (vedi disegno 2)
- il contravaio (o vaio contrapposto): le campanelle sono opposte per le basi. (vedi disegno 3)
- vaio minuto: con le campanelle ridotte per permettere 6 allineamenti (6 file)
- gran vaio: a campanelle più grandi (meno di 4 file, in Italia tipicamente 3 file)
- variato: utilizza 3 colori, i due della stessa categoria compaiono alternativamente sulla stessa fila.
- vaio partito: le campanelle sono divise verticalmente nei due smalti

E ne esistono anche altri…
Le forme originali prevedono le campanelle d'azzurro con la punta in alto.
Si raddoppia il numero delle varianti con il vaio « rovesciato », (si chiama vaio rovesciato quello in cui le campanelle d'azzurro hanno la punta in basso: disegno 4)
Se si utilizzano queste forme con altri colori, non si parla più di vaio ma di vaiato (contravaiato, vaiato in palo, vaiato minuto…) di <colore della semicampanella in alto a destra> e di <colore delle altre>.
Così, per il disegno 5, a fianco, si ha un vaiato di rosso e d'oro e per il disegno 6, un contravaiato di verde e di rosso (che è teoricamente scorretto: due colori).
Il disegno del vaio a campanelle è relativamente recente, è stato preceduto da forme ondate, talvolta potenziate… queste forme non sembrano avere delle caratteristiche identificatrici individuali, ma sono solo dei modi di rappresentazione. La variante con campanelle delimitate da linee ondulate è definita anche vaio antico.

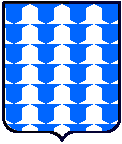
Vaio rovesciato in palo
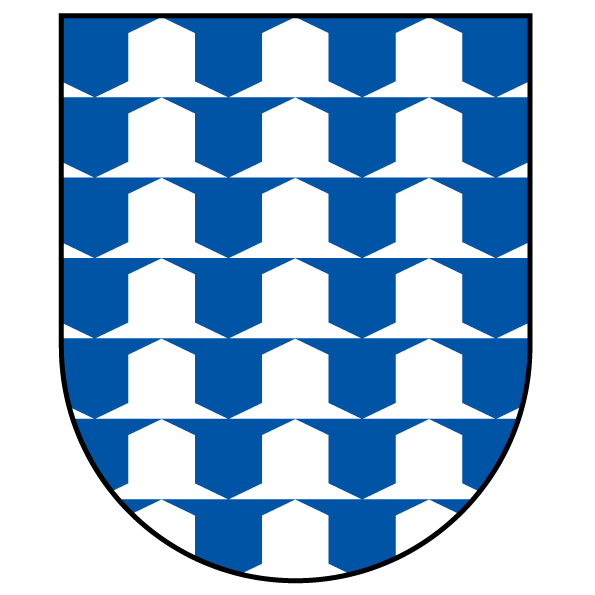
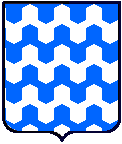
Vaio in punta
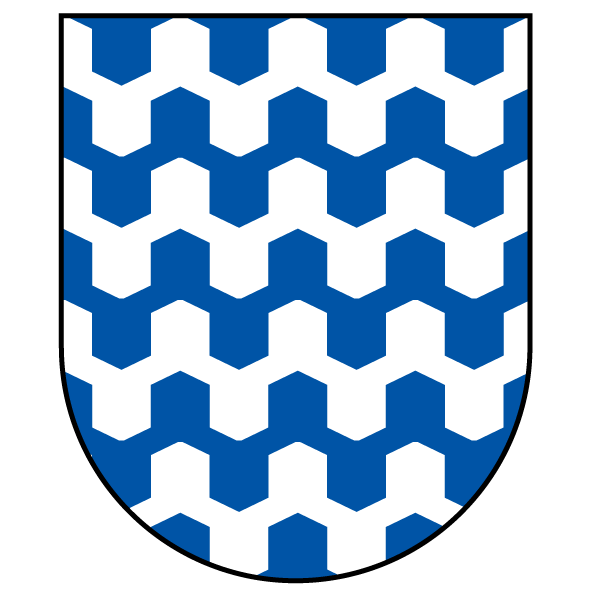
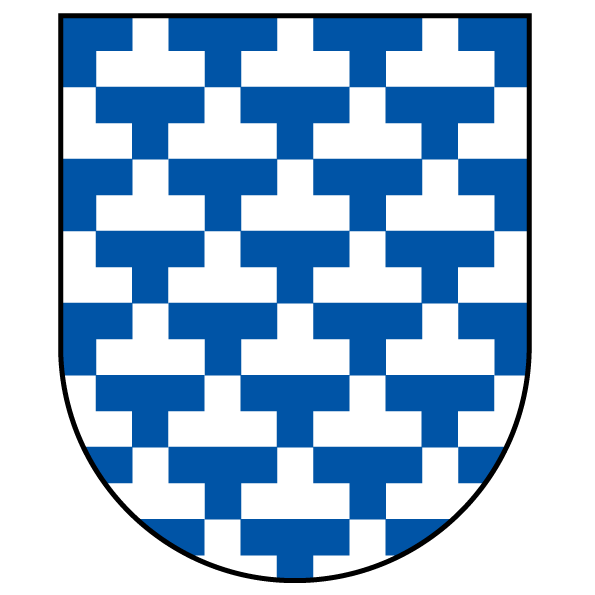
Vaio potenziato
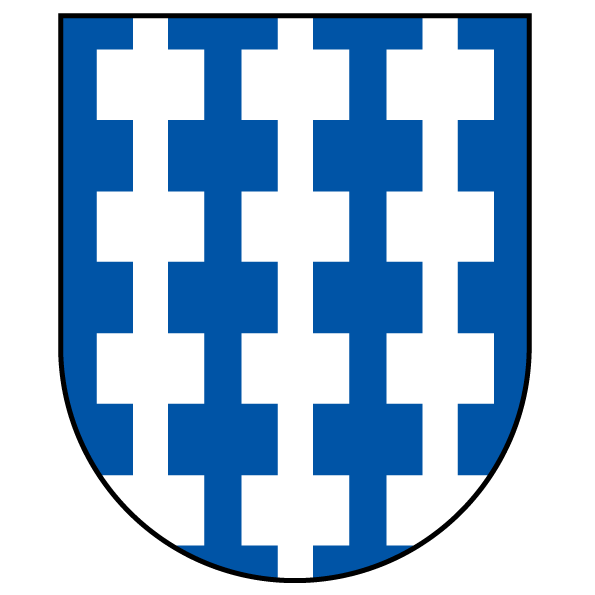
Vaio potenziato in palo
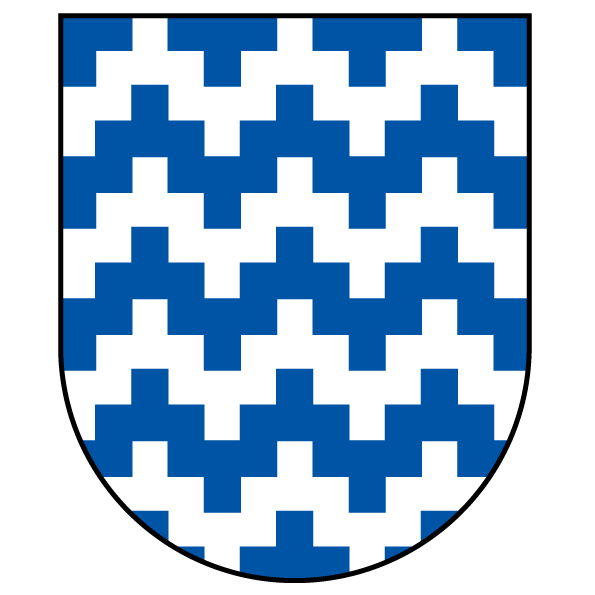
Vaio potenziato in punta
Vaio antico
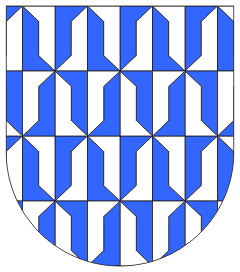
Vaio partito

## Il vaio e Cenerentola
Nella versione originale della favola di Cenerentola (il cui titolo francese è Cendrillon ou la petite pantoufle de vair) si diceva che la scarpetta era di vair, cioè di vaio; nella trasmissione orale della favola si è confuso vair con un'altra parola dalla pronuncia simile, e cioè verre, che però significa vetro, e da qui ha avuto origine la versione italiana della scarpetta di cristallo. Vair è anche il nome utilizzato per vaio nell'araldica francese e inglese.